# 115 Thyra
A 115 Thyra a Naprendszer kisbolygóövében található aszteroida. James Craig Watson fedezte fel 1871. augusztus 6-án.